# El viatge de l'emperador
El viatge de l'emperador (títol original en francès: La Marche de l'empereur) és un documental de naturalesa francès del 2005 escrit i dirigit per Luc Jacquet, coproduïda per Bonne Pioche i la National Geographic Society. Ha estat doblat al català central i al valencià.
El film descriu el viatge anual que fan els pingüins emperador per l'Antàrtida. Cap a la tardor, tots els individus en edat de criança (a partir dels cinc anys) sorgeixen de l'oceà, el seu hàbitat, per caminar terra endins als indrets que fan servir per criar. Allà, els pingüins participen del festeig que, si té èxit, donarà un pollet. Perquè el nouvingut sobrevisqui, els pares hauran de fer diversos desplaçaments entre l'oceà i els criadors durant els següents mesos.
Per a rodar la pel·lícula, els operadors de càmera Laurent Chalet i Jérôme Maison van romandre un any al continent antàrtic, prop de la Base Dumont d'Urville, a Terra Adèlia.
El viatge de l'emperador va guanyar l'Oscar al millor documental de l'any 2005. També va estar nominat al Premi César a la millor primera pel·lícula el 2006.

## Argument
La pel·lícula mostra els viatges anuals dels pingüins emperadors de l'Antàrtida. Durant la tardor tots els pingüins en edat reproductiva deixen l'oceà, el seu hàbitat habitual, per iniciar un viatge vers l'interior de l'Antàrtida, vers els seus indrets de nidificació i reproducció ancestrals. És allà on els emperadors comencen el festeig qui donarà lloc a una nova vida. Amb la finalitat que els pollets sobrevisquin, els seus pares han de fer llargs viatges des de l'indret de nidificació fins a l'oceà on capturen l'àpat al llarg d'alguns mesos.

## Repartiment

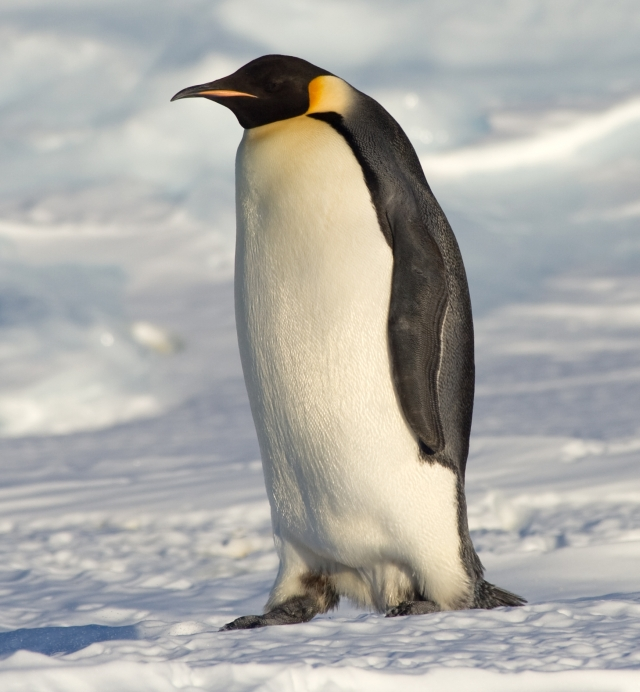
Pingüí emperador

Als pingüins emperadors se'ls hi ha posat veu en les diferents llengües en què s'ha doblat la pel·lícula.
França:
- Veu del narrador (el pare): Charles Berling
- Veu del segon narrador (el nadó): Jules Sitruk
- Veu de la narradora (la mare): Romane Bohringer

En altres llengües la narració ha estat simplificada i hi ha hagut dos o fins i tot un narrador només.
- Espanya: Maribel Verdú i José Coronado
- Estats-Units: Morgan Freeman
- Índia: Amitabh Bachchan

## Premis i nominacions[calcitació]

### Premis
- 2006: Émilie Simon rep un premi de la música en la categoria: àlbum de música original de cinema o televisió de l'any per El viatge de l'emperador.
- 2006: Oscar al millor documental.
- 2006: Premiat en el Festival internacional de cinema de Pyongyang.

### Nominacions
- 2006: BAFTA a la millor fotografia per Laurent Chalet i Jérôme Maison.
- 2006: BAFTA al millor muntatge per Sabine Emiliani.
- 2006: Premi César a la millor primera pel·lícula per Luc Jacquet.